# Patrick Allen (politiker)
Sir Patrick Linton Allen (født 7. februar 1951) er generalguvernør af Jamaica.
Allen blev udnævnt til generalguvernør over Jamaica den 26. februar 2009. Han er den sjette person og femte jamaicaner, til at holde denne titel siden uafhængigheden i 1962.